# Malliciah Goodman
Malliciah Goodman (Florence, 4 gennaio 1990) è un ex giocatore di football americano statunitense che ha giocato nel ruolo di defensive end nella National Football League (NFL). Fu scelto nel corso del quarto giro (127º assoluto) del Draft NFL 2013 dai Falcons. Al college ha giocato a football coi Clemson Tigers.

## Carriera professionistica

### Atlanta Falcons
Goodaman fu scelto nel corso del quarto giro del Draft 2013 dagli Atlanta Falcons. Debuttò come professionista nella settimana 1 contro i New Orleans Saints. La sua stagione da rookie si concluse con 8 tackle in 14 presenze, di cui una come titolare.

## Statistiche
| Partite totali      | 14 |
| Partite da titolare | 1  |
| Tackle              | 8  |
| Sack                | 0  |
| Intercetti          | 0  |

Statistiche aggiornate alla stagione 2013